# Steinberg am Rofan
Steinberg am Rofan – gmina w Austrii, w kraju związkowym Tyrol, w powiecie Schwaz. Liczy 288 mieszkańców (1 stycznia 2015).